# Ilgininkai
Ilgininkai är en ort i Litauen. Den ligger i den södra delen av landet, 90 km sydväst om huvudstaden Vilnius. Ilgininkai ligger 119 meter över havet och antalet invånare är 161.
Terrängen runt Ilgininkai är platt. Runt Ilgininkai är det glesbefolkat, med 13 invånare per kvadratkilometer. Närmaste större samhälle är Alytus, 17,1 km nordväst om Ilgininkai. Omgivningarna runt Ilgininkai är en mosaik av jordbruksmark och naturlig växtlighet.